# Zephyranthes longifolia
Espèce
Classification APG III (2009)

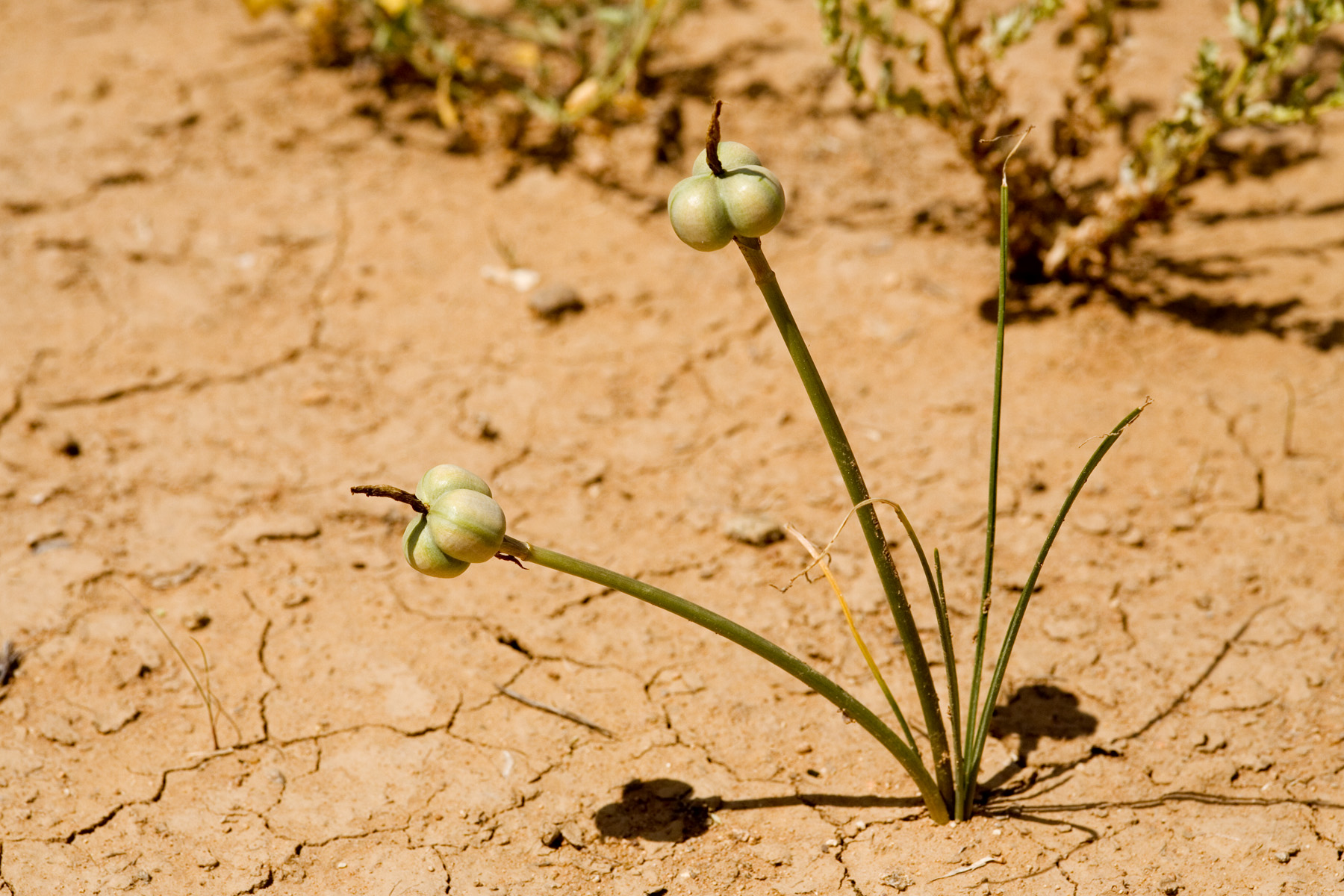
Zephyranthes longifolia

Zephyranthes longifolia est une espèce de plantes monocotylédones de la famille des Amaryllidaceae selon APG III, autrefois placée dans la famille des Liliaceae. Elle est originaire du sud-ouest des États-Unis et du nord du Mexique.

## Description morphologique

### Appareil végétatif
C'est une petite plante herbacée délicate ne mesurant guère plus de 20 cm de hauteur. Les feuilles peu nombreuses, au port dressé, longues et très étroites, mesurent jusqu'à 22,5 cm de longueur. Il est courant qu'elles soient absentes au moment de la floraison

### Appareil reproducteur
La floraison a lieu entre avril et juillet.
La fleur apparait isolée au sommet d'une tige florale. De couleur jaune, elle a une forme d'entonnoir. Elle mesure de 2 à 2,5 cm de longueur. Elle est composée de 6 pièces pétaloïdes formées par calice et corolle, jaunes mais présentant une teinte cuivrée à leur base côté externe. Les organes reproducteurs sont composés de trois étamines et d'un ovaire à trois carpelles.
Le fruit est une capsule triloculaire quasi-sphérique d'environ 2 cm de diamètre. Les graines sont noires, aplaties, en forme de "D".

## Répartition et habitat
Cette plante vit dans les prairies arides et les déserts du sud-ouest des États-Unis et du nord du Mexique. La limite nord de son aire de répartition va du sud de l'Arizona à l'ouest du Texas.
Elle pousse généralement sur sol sablonneux.